# Scampitella
Scampitella – miejscowość i gmina we Włoszech, w regionie Kampania, w prowincji Avellino.
Według danych na 1 stycznia 2022 roku gminę zamieszkiwały 1042 osoby (494 mężczyzn i 548 kobiet).